# Thrixopelma ockerti
Espèce
Thrixopelma ockerti est une espèce d'araignées mygalomorphes de la famille des Theraphosidae.

## Distribution
Cette espèce est endémique de la région de Loreto au Pérou,.

## Description

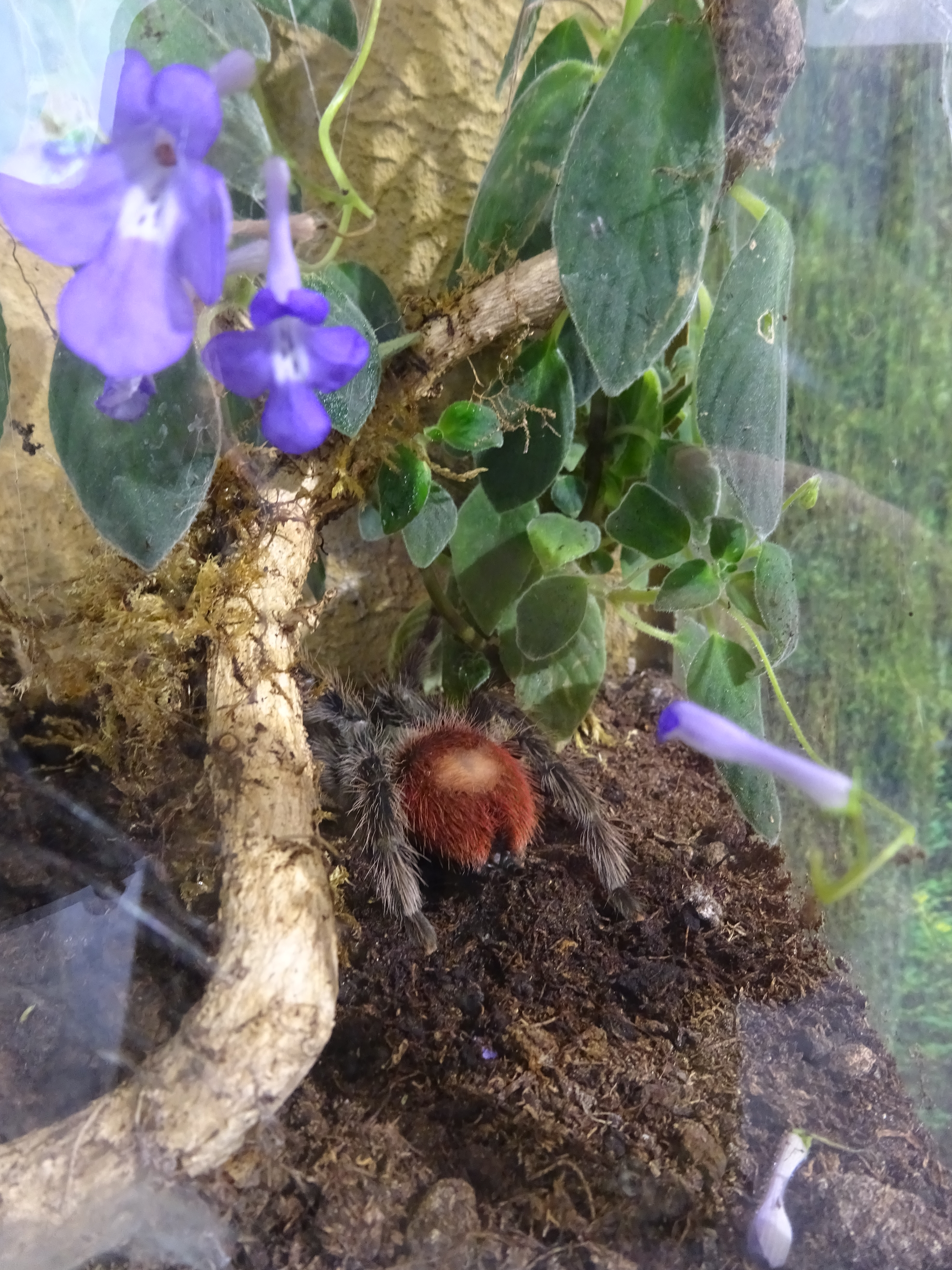
Thrixopelma ockerti

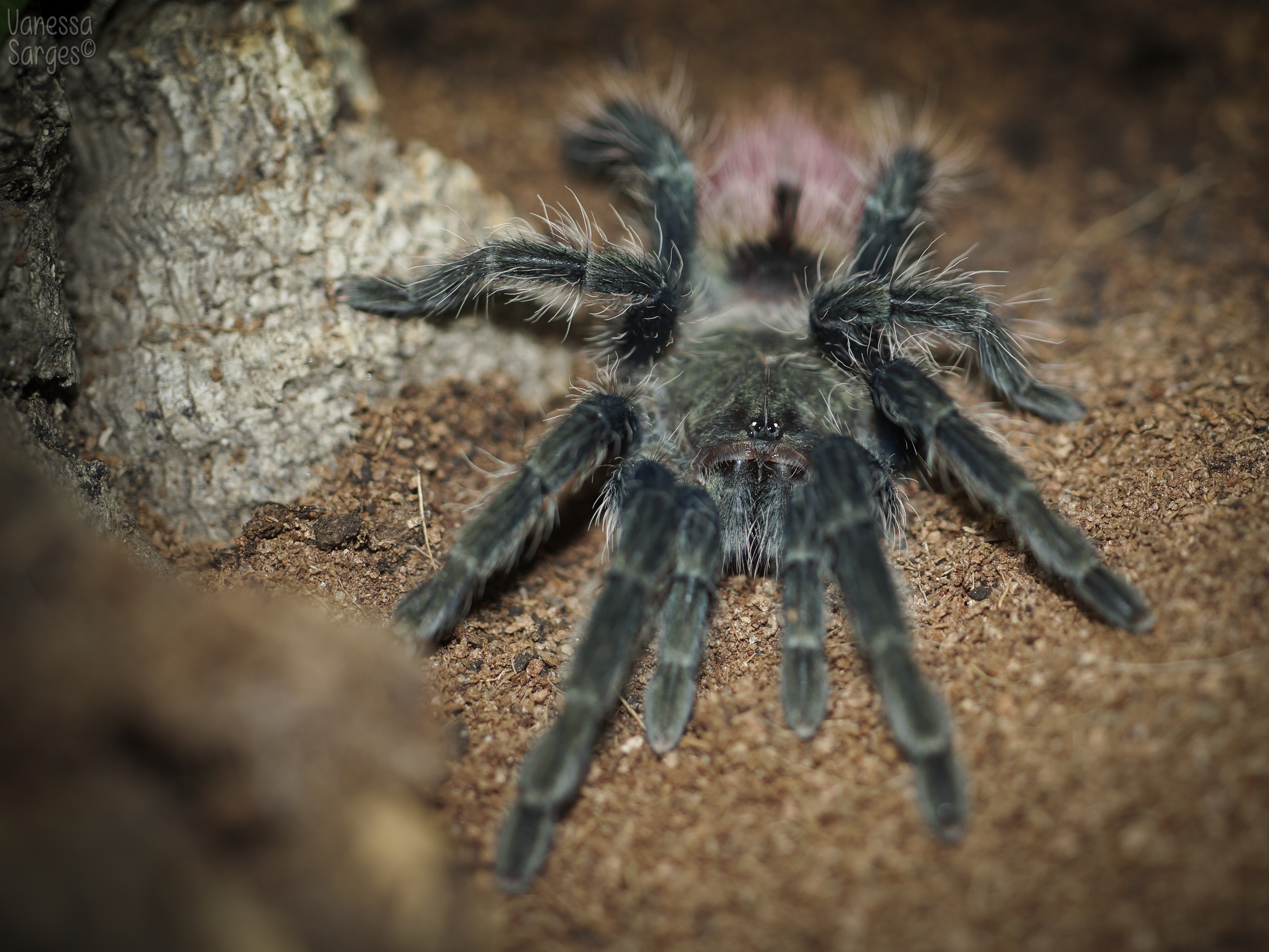
Thrixopelma ockerti

La femelle syntype mesure 50 mm.
La femelle décrite par Sherwood, Gabriel, Kaderka, Lucas et Brescovit en 2021 mesure 59,5 mm.
Le mâle décrit par Signorotto, Ferretti, Chaparro, Ochoa et West en 2025 mesure 29,53 mm.

## Systématique et taxinomie
Cette espèce a été décrite par Schmidt en 1994.

## Étymologie
Cette espèce est nommée en l'honneur de Roland Ockert.

## Publication originale
- Schmidt, 1994 : « Eine neue Vogelspinnenart aus Peru, Thrixopelma ockerti gen. et sp. n. (Araneida: Theraphosidae: Theraphosinae). » Arachnologisches Magazin, vol. 2, no 2, p. 3-8.